# Poimenesperus fulvomarmoratus
Poimenesperus fulvomarmoratus är en skalbaggsart som beskrevs av Jordan 1894. Poimenesperus fulvomarmoratus ingår i släktet Poimenesperus och familjen långhorningar.
Artens utbredningsområde är Gabon. Inga underarter finns listade i Catalogue of Life.